# 6029 Edithrand
6029 Edithrand è un asteroide della fascia principale. Scoperto nel 1948, presenta un'orbita caratterizzata da un semiasse maggiore pari a 1,9271203 UA e da un'eccentricità di 0,0756065, inclinata di 24,27114° rispetto all'eclittica.
L'asteroide è dedicato alla scopritrice il cui nome da nubile era Edith Rand.